# Неда Бокан
Неда Бокан (Београд, 3. фебруар 1947) редовни је професор, бивши декан Математичког факултета и проректор за наставу Универзитета у Београду.

## Биографија
Рођена је 3. фебруара 1947. године у Земуну, где је завршила основну школу и гимназију. На тадашњи Природно-математички факултет - А смер математичке групе, уписала се школске 1965/66. године, а дипломирала јуна 1969. године. Магистрирала је на ПМФ-у у Београду 1972. године, а докторирала 1979. године на истом факултету.
Школску 1973/74. годину провела је на специјализацији на Московском државном универзитету. У оквиру сарадње универзитета гостовала је на универзитету Етвеш Лоран (Eötvös Lorand) у Будимпешти (у мају 1975. и децембру 1987. године), Tor Vergata у Риму, јуна 2001. и јуна 2003. године. Реализовала је и следеће студијске боравке: Cala Gonone, Италија, септембар 1988, Универзитет Калифорније у Лос Анђелесу (UCLA-University of California at Los Angeles), Сједињене Државе, Универзитет Калифорније у Берклију (University of California at Berkeley), Сједињене Државе, Универзитет Орегона у Јуџину (University of Oregon, Eugene), Сједињене Државе, новембар-децембар 1989, Montecatini Terme, Италија, јуни 1990, SISSA и ISAS, Трст, Италија, септембар 1994.
Била је по позиву гост више универзитета, где је одржала предавања и учествовала у заједничком научно-истраживачком раду: Универзитет у Дебрецену, 1987, Технички универзитет у Берлину, 1989, 1994, 1995, 1998, 2001; Универзитет Al.I.Cuza, Јаши, Румунија, 1992, Universitatea degli studi di Cagliari, Каљари, Италија, 1991, 1992, 1996, Универзитет Етвеш Лоран, Будимпешта, 1992, Униерзитет La Sapienza у Риму 2001, 2003.
Од 1. октобра 1969. године до 1. октобра 1971. године радила је као асистент приправник у Математичком институту у Београду. Првог октобра 1971. године изабрана је за асистента у Институту за математику ПМФ у Београду. Новембра 1980. године изабрана је за доцента у истом Институту. За ванредног професора Математичког факултета у Београду изабрана је 1991, а за редовног професора 1996. године.
Држала је предавања из следећих предмета: Математика (за хемичаре), Математика (за физичаре), Аналитичка геометрија, Нацртна геометрија, Диференцијална геометрија (за студенте математике), Математика 1 (за студенте физичке хемије). Држала је и предавања из Диференцијалне геометрије за студенте математике на универзитету „Светозар Марковић“ у Крагујевцу.
Руководила је научним семинаром за Геометрију, самостално или са проф. Зораном Лучићем, односно проф. Миодрагом Матељевићем. Заједно са проф. Новицом Блажићем руководила је семинаром за Риманову геометрију, који је намењен пре свега последипломцима. Била је члан Савета пројекта 0401 (1991 — 1995) и 04М03 (1996 — 2000) и шеф потпројекта за Геометрију и Топологију, односно Диференцијалну геометрију с применама, које финансира Министарство за науку и технологију Србије. Од 2002. године руководи пројектом ММ1646 Геометрија, образовање и визуелизација са применама. Била је члан је Одбора за математику, механику и астрономију при Министарству за науку и технологију од 1996. до 1998. године, а од 1998. до 2001. члан Одбора за природне науке и математику. Члан је редакције часописа Математички весник и Journal of Mathematics and Electrotechnics (срп. Часопис за Математику и Електротехнику). Сарадник је међународног реферативног часописа Zentralblatt für Mathematik и главни уредник локалне редакције у Математичком институту САНУ.
Руководила је израдом десет магистарских радова, три докторске дисертације и два специјалистичка рада. Била је члан за преглед и оцену, као и одбрану више магистарских и докторских дисертација на математичким факултетима у Београду, Новом Саду и Крагујевцу.
Резултате својих научних истраживања саопштила је на 35 научних скупова, националног и међународног значаја. Имала је 16 предавања по позиву на међународним и националним научним конференцијама. Научне резултате је објавила у 45 оригиналних радова као аутор или коаутор, у међународним и домаћим научним часописима и у 7 радова, експозиторног карактера. Поред научних радова објавила је и више стручних радова, односно збирке задатака и друга дела: са Б. Алимпић, Нацртна геометрија (задаци), Скриптарница ПМФ, Београд, 1973, 1975, 1978; са З. Шнајдер, В. Томашевић, Нацртна геометрија (за IV разред усмереног образовања математичко-техничке струке), Научна књига, Београд, 1980, 1989; са Б. Алимпић, З. Шнајдер, Збирка задатака из пројективне и нацртне геометрије, Научна књига, Београд, 1982, 1988, 1993; са групом коаутора, Школска енциклопедија, Математика, Физика, Астрономија, Рачунарство Просвета (издавачка кућа), Београд, 1992; са Н. Блажић, Увод у диференцијалну геометрију, Математички факултет и Веста, Београд, 1996; са Н. Блажићем, З. Лучићем и З. Ракићем Аналитичку геометрију Математички факултет, Београд, 2002, 2003; Са И. Чомић, Ј. Никић, М. Првановић, била је уредник Proceedings of the International Conference on Differential Geometry and Applications (срп. Зборник радова Међународне конференције о диференцијалној геометрији и применама), Дубровник, 26. јун-3. јул 1988, Нови Сад, 1989, један од уредника Proc. 10th Congress Yug. Math (срп. Зборник радова десетог конгреса југословенских математичара), а са Н. Блажићем била је уредник Зборника радова, Математички институт САНУ, 6(14), а главни и одговорни уредник Споменице 125 година Математичког факултета и Proceedings of the Symposium on Contemporary Mathematics (срп. Зборник радова Симпозијума о савременој Математици).
На позицију декана Математичког факултета постављена је по увођењу Закона о универзитету 1998; ту функцију је вршила од 29. јуна 1998. до 23. фебруара 2001. године.
Од краја 2004. године поново је изабрана за декана. За проректора за наставу је изабрана на седници Савета Универзитета у Београду 18. децембра 2006. У фебруару 2007. улогу декана Математичког факултета преузео је доцент Драгољуб Кечкић као вршилац дужности до избора новог декана.